# Martin Andermatt
Martin Andermatt (* 21. November 1961 in Baar) ist ein ehemaliger Schweizer Fussballspieler, -trainer und -funktionär. Als Spieler wurde er in den späten 1980er Jahren mit dem Grasshopper Club Zürich Schweizer Meister und Pokalsieger. Zuletzt war er bis 2019 Aufsichtsrat bei Hannover 96. Zwischenzeitlich hatte er eine durchwachsene Laufbahn als Trainer.

## Spielerkarriere
Als Spieler war er beim SC Zug, FC Baar, FC Emmenbrücke, FC Wettingen, Grasshopper Club Zürich und dem FC Basel aktiv. Mit Grasshopper Zürich gelangen ihm Meisterschaft und Pokalsieg. In jener Zeit hatte er auch einen Stammplatz in der Schweizer Fussballnationalmannschaft.

## Trainerkarriere
Seine Trainerkarriere begann er beim Schweizer Fussballverein FC Emmenbrücke, bei dem er von 1992 bis 1994 Spielertrainer war. Anschliessend wechselte er für eine Saison zum FC Winterthur. In der Saison 1998/99 arbeitete er beim FC Baden, ehe er am 31. März 1999 zum SSV Ulm 1846 wechselte. Mit Ulm stieg er 1999 in die deutsche Fussball-Bundesliga auf, um in der folgenden Saison wieder in die Zweite Bundesliga abzusteigen. Dort wurde er am 19. September 2000 freigestellt. Nächste Trainerstation war vom 1. Juni 2001 bis 8. März 2002 ebenfalls in der Zweiten Liga Eintracht Frankfurt. Nach der Beurlaubung in Frankfurt ging er 2002 für eine Saison zurück in die Schweiz zum FC Wil.
Mit dem Wechsel zum FC Vaduz 2003 wurde Andermatt auch Trainer der Fussballnationalmannschaft von Liechtenstein. Andermatt feierte mit der Nationalmannschaft im Fürstentum Liechtenstein historische Erfolge: ein 2:2 gegen Portugal und wenig später einen 4:0-Sieg in Luxemburg. Auf der anderen Seite gab es im April 2004 eine 0:1-Niederlage gegen San Marino – dessen einziger Länderspielsieg überhaupt.
Nachdem die Vaduzer in der Saison 2004/05 lange Zeit die Challenge League anführten und im Mai 2005 vier Runden vor Schluss nach einer kleinen Krise auf den zweiten Platz abrutschten, wurde Andermatt von seinen Aufgaben freigestellt. Er blieb Nationaltrainer Liechtensteins, bis er im Oktober 2006 das Traineramt bei den Berner Young Boys übernahm.
Zu Beginn der Saison 2008/2009 wurde Andermatt nach verpatztem Start mit nur einem Punkt aus drei Spielen am 30. Juli 2008 von den BSC Young Boys beurlaubt. Am 12. Oktober 2009 trat Martin Andermatt als Trainer des FC Aarau an. Sein Vorgänger Jeff Saibene hatte nach 12 Runden und 5 gewonnenen Punkten den Trainerposten verloren. Auch unter Andermatt wurde die Bilanz nicht besser: In den 17 Partien mit ihm an der Seitenlinie erspielte sich der FCA einen einzigen Sieg (6:3 gegen Bellinzona) und 6 Punkte. Am 12. April 2010 gab der FC Aarau bekannt, dass er sich per sofort von Trainer Martin Andermatt und seinem Assistenten Alexander Weiss getrennt habe. Grund waren gemäss Medienmitteilung die ungenügenden Resultate. Im Dezember des Jahres kehrte er zu seinen Wurzeln zurück und engagierte sich als Berater für seinen Heimatverein FC Baar. Am 23. Mai 2011 übernahm Andermatt für das letzte Saisonspiel das Traineramt bei der abstiegsgefährdeten AC Bellinzona. Er wurde bei der AC Bellinzona am 28. Mai 2012 beurlaubt, da der Aufstieg verpasst wurde. Ende Dezember 2012 wurde seine Rückkehr bekannt und er erhielt einen Vertrag bis zum Saisonende. Dieser wurde nicht verlängert. Ab Januar 2014 bis Juni 2015 war er Trainer von Zug 94 in der 1. Liga. Am 17. September 2021 wurde er Trainer des FC Schaffhausen in der Challenge League. Nachdem der Verein den Aufstieg in die Super League knapp verpasst hatte, wurde der Vertrag mit Andermatt nicht verlängert. Andermatt wurde stattdessen Assistenztrainer beim FC Basel. Seit der Saison 2023/2024 ist er Leiter der dortigen Jugendabteilung.

## Funktionär
Seit November 2016 ist Andermatt einer von acht Aufsichtsräten bei Hannover 96, laut Klubleitung zuständig für die „strategische Entwicklung“. Im Oktober 2019 waren sein Aufsichtsratsposten und sein Beratervertrag beim Verein terminiert.

## Sonstiges
- Andermatt hat als Trainer die UEFA-Pro-Lizenz.
- Dem gelernten Grundschullehrer werden in den Schweizer Medien besondere Stärken wie Disziplin und Beharrlichkeit, aber auch psychologisches Feingefühl im Umgang mit „schwierigen“ Spielern zugeschrieben.
- Andermatt ist verheiratet und hat zwei Söhne und eine Tochter. Sein Sohn Yves (* 28. Februar 1986) ist selbst Fussballspieler und war bei FC Luzern II (2005), FC Kickers Luzern (2006), BSC Young Boys II (2006–2008) und FC Emmenbrücke (2010–2012) als rechter Verteidiger aktiv.